# Jan Kazimír Wiedersperger z Wiederspergu
Jan Kazimír Wiedersperger z Wiederspergu (11. srpna 1799, Praha – 10. července 1871) byl český římskokatolický kněz, kanovník a prelát olomoucké kapituly a v roce 1849 děkanem teologické fakulty v Olomouci.